# Gottlieb Jonathan Winter
Gottlieb Jonathan Winter (* 30. Mai 1810 in Heilbronn; † 9. Januar 1886 in Freiburg im Breisgau) war ein deutscher Jurist und Politiker.

## Leben
Als Sohn eines Buchhändlers geboren, studierte Winter nach dem Besuch des Gymnasiums in Heidelberg Rechtswissenschaften in Heidelberg und Jena. Während seines Studiums wurde er 1828 Mitglied der Alten Heidelberger Burschenschaft und 1831 der Jenaischen Burschenschaft (später Arminia). 1834 machte er sein Examen. Im selben Jahr wurde er wegen seiner Teilnahme an der Burschenschaft zu 6 Monaten Festungshaft verurteilt. Von 1834 bis 1836 war er Volontär beim Oberamt Heidelberg und wurde nach weiteren Stationen in Neckargemünd, Pforzheim, Bretten, Bruchsal und Müllheim 1844 Amtmann. Von 1848 bis 1849 war er Amtsvorstand am Bezirksamt Waldkirch und ging dann für kurze Zeit als Hilfsbeamter ans Hofgericht der Regierung des Oberrheinkreises, bevor er am 19. Oktober 1849 Amtsvorstand und Oberamtmann beim Bezirksamt Lörrach wurde und bis 1859 blieb. Im Anschluss war er Amtsvorstand beim Bezirksamt Lahr und wurde 1861 Stadtdirektor. Von 1864 bis 1865 war er Stadtdirektor und Amtsvorstand beim Bezirksamt Freiburg. Von 1865 bis 1866 war er Ministerialrat und Landeskommissär für die Kreise Konstanz und Villingen in Villingen, dann bis 1877 Landeskommissär für die Kreise Freiburg, Lörrach und Offenburg. Von 1869 bis 1870 war er für die Nationalliberale Partei Abgeordneter der Zweiten Kammer der Badischen Ständeversammlung. 1877 wurde er Geheimer Rat 3. Klasse und ging in den Ruhestand.

## Ehrungen
- 1851: Orden vom Zähringer Löwen, Ritterkreuz
- 1852: Orden Franz I., Ritterkreuz
- 1859: Orden der Eichenkrone, Offizierskreuz
- 1873: Roter Adlerorden 3. Klasse